# مارك سيكاير
مارك سيكاير (بالإنجليزية: Mark Sekyere)‏ هو لاعب كرة قدم غاني في مركز الوسط، ولد في 28 ديسمبر 1989 في كوماسي في غانا. شارك مع منتخب غانا لكرة القدم. أما مع النوادي، فقد لعب مع أسيك أبيدجان وأشانتي كوتوكو وأكاديمية غرب إفريقيا لكرة القدم.

## وصلات خارجية
- مارك سيكاير على موقع قاعدة بيانات كرة القدم.إي يو (الإنجليزية)
- مارك سيكاير على موقع ناشيونال فوتبول تيمز (الإنجليزية)